# Monika Winkler (Schmuckgestalterin)
Monika Winkler, geb. Merx (* 26. August 1933 in Leipzig; † 28. August 2015 ebenda), war eine deutsche Goldschmiedin und Schmuckgestalterin.

## Leben und Werk
Monika Winkler zeigte schon als Kind ein ausgeprägtes handwerkliches Talent und hatte Freude am Malen und Zeichnen. Von 1948 bis 1951 absolvierte sie in Leipzig eine Lehre als Goldschmiedin. Anfangs reparierte sie fast ausschließlich alte Stücke oder arbeitete sie um. Monika Winkler wollte jedoch schöpferisch tätig sein. Sie studierte von 1957 bis 1960 bei Renata Ahrens in der Abteilung Schmuck, Metall und Email der Fachschule für angewandte Kunst Heiligendamm. Von 1960 bis 1961 arbeitete sie als Entwerferin für industriell gefertigten Serienschmuck in der Entwicklungsabteilung des VEB Gablona Schmuckwaren in Neuheim. Dabei offenbarte ihr ihre Kollegin Renate Heinze Schmuck als eigenständiges Kunstobjekt.
Von 1960 bis zur Scheidung 1971 war Monika Winkler mit dem Formgestalter Rolf Winkler verheiratet. 1959 und 1961 wurde sie Mutter zweier Töchter. Nach einer Auszeit zu deren Betreuung und Erziehung arbeitete Monika Winkler ab 1969 in Leipzig als Mitglied des Verbands Bildender Künstler der DDR freischaffend als Schmuckgestalterin. Als Gasthörerin eignete sie sich an der Karl-Marx-Universität kunstgeschichtliches Wissen und beim Aktzeichnen weitere künstlerische Fähigkeiten an.
Bei der Fertigung von individuellem Schmuck nutzte Monika Winkler auch historische Techniken und in der Schmuckgestaltung damals noch ungewöhnliche Materialien wie Horn, Perlmutt, Elfenbein, Schnecken, Holz oder Email sowie Kunststoffe wie Piacryl und Polyester, die sie mit Silber oder Edelstahl kombinierte. Außerdem machte sie Experimente mit Kupfergaze. Ihre Werke haben als künstlerische Unikate ein unverwechselbares Gesicht.
Monika Winkle hatte in der Zeit der DDR im In- und Ausland eine große Zahl von Einzelausstellungen und Ausstellungsbeteiligungen, unter anderem von 1972 bis 1988 an der VII. bis X. Kunstausstellung der DDR in Dresden, von 1972 bis 1984 an vier Quadriennalen des Kunsthandwerks sozialistischer Länder in Erfurt und 1971, 1974 und 1980 an der renommierten Internationalen Schmuckausstellung in Jablonec. Sie war an Ausstellungen in Brno, Budapest, Lyon, Moskau, München, Sofia und Warschau beteiligt. Als sie 1984 am ersten Schmucksymposion der DDR in Erfurt teilnahm, erhielt sie Förderaufträge auf den Gebieten Granulat, edle Metalle und Treibarbeit, die ihre weitere künstlerische Arbeit beeinflussten.

## Ehrungen (Auswahl)
- 1971, 1974 und 1980: Bronze-, Silber- bzw. Goldmedaille der Internationalen Schmuckausstellung Jablonec
- 1977: Kunstpreis des DTSB in Silber (auf der Ausstellung Kunst und Sport in Leipzig)
- 1982: Kunstpreis der Stadt Leipzig
- 1983: Sonderpreis des Staatssekretariats für Körperkultur und Sport

## Rezeption (1981)
„Monika Winkler wählt klare geometrische Formen für ihre Halsketten und Armreife, die sachlich und schnörkellos schön sind . . . In der Materialwahl ist Monika Winkler meist sparsam: Silber, Edelstahl, Ebenholz, schwarzes Piacryl. Ihre Montagetechnik bringt ein kontrastreiches Miteinander, eine wechselweise Steigerung der Materialeigentümlichkeiten, womit die schlichte und doch elegante Wirkung noch unterstrichen wird. Ihre Arbeiten sind gewissermaßen zeitlos modern - effektvolle, modeabhängige Spielereien sind ihre Sache nicht.“

## Museen und öffentliche Sammlungen mit Werken Monika Winklers (unvollständig)
- Berlin: Kunstgewerbemuseum im Schloss Köpenick
- Dresden: Kunstgewerbemuseum[2]
- Erfurt: Angermuseum
- Leipzig: GRASSI Museum für Angewandte Kunst

## Weitere Werke (Auswahl)
- Oberarmreif (1971, Silber, Zahnräder, Piacryl; GRASSI-Museum)[3]
- Halsschmuck (vor 1989, Kupfer, Messing, Silber; GRASSI-Museum)[4]